# Wohnhaus Marterburg 26

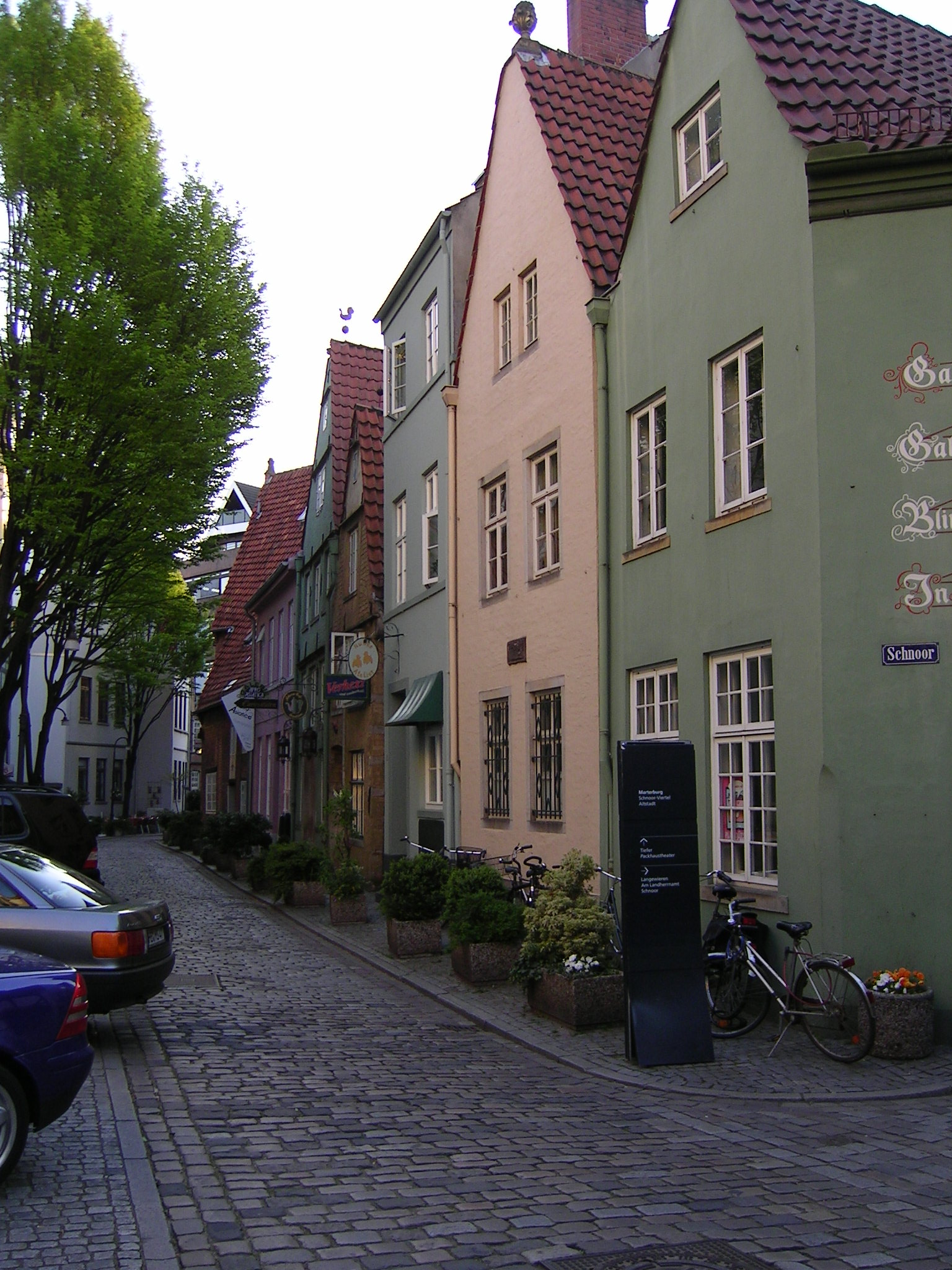
Marterburg 26: Drittes Haus von rechts

Das Wohnhaus Marterburg 26 befindet sich in Bremen, Stadtteil Mitte im Schnoorviertel, Marterburg 26 Ecke Spiekerbartstraße. Es entstand 1801/1850.
Das Gebäude steht seit 1973 unter Bremer Denkmalschutz.

## Geschichte
Die ursprüngliche Bevölkerung des Schnoors bestand überwiegend aus Flussfischern und Schiffern. In der Epoche des Klassizismus und des Historismus entstanden von um 1800 bis 1890 die meisten oft kleinen Gebäude. Im weiteren Verlauf wurde es zum Arme-Leute-Viertel, das in weiten Bereichen verfiel – vor allem nach dem Zweiten Weltkrieg.
1959 wurde von der Stadt ein Ortsstatut zum Schutz der erhaltenswerten Bausubstanz beschlossen. Die Häuser wurden dokumentiert und viele seit den 1970er Jahren unter Denkmalschutz gestellt. Ab den 1960er Jahren fanden mit Unterstützung der Stadt Sanierungen, Lückenschließungen und Umbauten im Schnoor statt.
Das dreigeschossige, geputzte, einfache, traufständige Haus mit einem Satteldach wurde 1801/1850 in der Epoche des Klassizismus gebaut. Bemerkenswert ist die schöne Eingangstür. Hier war u. a. 1904 ein Detailgeschäft (Höker) und/oder eine Weiß-, Woll- und Schuhwarenhandlung.
 
Heute (2018) wird das Haus durch ein Hunde Atelier, Büros und zum Wohnen genutzt. 
Der niederdeutsche Straßenname Marterburg kommt von der Mattenburg, der Ablieferungs- und Lagerstelle für die Matte, der Korn- und Mehlabgabe. Dort lagerten die Müller ihr Mehl in den sogenannten Matten. Der Name Schnoor (Snoor) bedeutet Schnur:. Er kam durch das Schiffshandwerk und der Herstellung von Seilen und Taue (= Schnur).